# Kuli (læskedrik)
Kuli er en drink fra Coca-Cola Company lanceret i 1997. Drikken bliver solgt i 0,2 liters pap-briketter med sugerør til at drikke den med. Kuli indeholder 8-10% saft og er uden kulsyre.

## Links
- http://www.coca-cola.no/contentstore/no_NO/pages/products/kuli.html (Webside+ikke+længere+tilgængelig)